# Yumi Adachi
Yumi Adachi (安达佑, Adachi Yumi). Es una modelo, cantante y actriz japonesa.

## Biografía
Nació el 14 de septiembre de 1981, en Taito, Tokio, Japón. Su nombre real es Yumi Hasegawa (長谷川祐実, Hasegawa Yumi), pero ella trabaja como Yumi Adachi. Debido a que proviene de la familia de talentos Adachi. (Su madre Yuri Adachi, y sus hermanos Tetsuro y Dai Adachi) también actores.
Adachi ha sido partícipe de doramas, comerciales y películas. Entre los que destacan su actuación en el drama Ie Naki Ko, y su actuación para la versión de acción real del manga Glass Mask.
En el año 2005, contrajo nupcias con el actor Jun Itoda, de quien se divorció en 2009. De este matrimonio dio a luz a su única hija, nacida el 12 de abril de 2006.

## Discografía
Álbumes
- Love Peace (1994)
- Big (1995)
- Viva! America (1996)
- I Have a Dream (1997)